# روبرت فرانكلين بانتينغ
روبرت فرانكلين بانتينغ (بالإنجليزية: Robert Franklin Bunting) هو كاهن أمريكي، ولد في 1828 في هوكستاون في الولايات المتحدة، وتوفي في 1891 في غالاتين في الولايات المتحدة.